# ルナ1959A
ルナ1959A(Luna 1959A)、Luna E-1A No.1またはLuna E-1 No.5は、1959年の打上げ失敗で失われたソビエト連邦の宇宙船である。重さ387kgのルナE-1A宇宙船が2回打ち上げられたうちの1回目にあたる。月の表面への衝突を目的としており、実現すれば月面に到達した初の人工物となるはずだった。
打上げは当初6月16日に予定されていたが、不注意で間違ったグレードのRP-1推進剤がブースターに注入されてしまったため、打上げが2日延期された。ルナ1959Aは1959年6月18日08:08(UTC)にルナ8K72ローンチ・ヴィークルに積まれて、バイコヌール宇宙基地のガガーリン発射台から打ち上げられた。ジャイロの向きが変わってしまい飛行経路からそれたため、地上管制は打上げ153秒後に手動停止コマンドを送った。
宇宙船は、月に向かう途中に実験を行う予定であった。また気体ナトリウムを放出し、金属の雲を作って地球から観測し宇宙船を追跡できるようにした。ミッションに関する情報が出される前に、アメリカ航空宇宙局はこれが月への衝突ミッションであることを正しく把握していたが、実際の打上げの2日前の6月16日に打ち上げられたと間違って考えていた。